# Kosowinowe Oczko
Kosowinowe Oczko je malé osamocené pleso v Dolině Pyszniańske části Kościeliské doliny v Západních Tatrách v Polsku. Má rozlohu 0,0015 ha a je 6,5 m dlouhé a 2 m široké. Dosahuje maximální hloubky 0,6 m. Leží v nadmořské výšce 1527 m západně od značky vedoucí na Pyszniańsku Przełęcz.

## Okolí
Nachází se v části doliny nazývané Siwe Sady v prohlubni mezi spodními morénami. Jeho břehy jsou porostlé souvislými a hustými křovinami kosodřeviny, podle jejíhož nářečního pojmenování "kosowina" má název.

## Vodní režim
Pleso nemá povrchový přítok ani odtok. Náleží k povodí Dunajce.

## Přístup
Pleso je veřejnosti nepřístupné.